# Верхняя Шкова
Верхняя Шкова — деревня в Хвастовичском районе Калужской области. Входит в состав сельского поселения «Село Кудрявец». Альтернативные наименования, встречающиеся в исторических документах: Верхняя Шкава, Шкава,  Шкова (не путать с деревней Шкова Узкинского сельского поселения Знаменского района Орловской области), Маслова, Масловка.
Согласно переписи 2010 года население зарегистрировано в количестве 4 человек.

## История
Согласно данным веб-ГИС «Чертежи Русского государства XVI—XVII вв.» Дата обращения: 9 января 2022. Архивировано 21 января 2022 года. Российского государственного архива древних актов территория деревни расположена прямо на границе  образованной в 1620-е годы Дудинской дворцовой волости Козельского уезда и Карачевского уезда. 
На хранящейся в Национальной библиотеке Франции  карте Карачевского уезда из коллекции Жозеф-Никола Дели́ля
«Territoire de Keratchev». Дата обращения: 9 января 2022. Архивировано 9 января 2022 года., составленной в 1724-1729 гг., территория, примыкающая к границе Козельского уезда в районе расположения деревни, обозначена как лесной массив без какого-либо указания на наличие в данной местности населенного пункта.
После образования в 1778 году Болховского уезда в составе Орловского наместничества (с 1796 года — Орловской губернии) территория расположения деревни вошла в его состав. На составленной в 1785 году карте генерального межевания Болховского уезда уже нанесены сразу 3 деревни, расположенные на реке Шкава (ныне - Шковка). Это - Шкава (нынешняя Верхняя Шкова), расположенная около истока, Средняя Шкава, расположенная ниже по течению, и Нижняя Шкава (очевидно, нынешняя Шкова Узкинского сельского поселения Знаменского района Орловской области), расположенная у впадения Шковки в реку Вытебеть.   
В деревне на момент генерального межевания находилось 6 дворов и проживало 15 лиц мужского пола, а также 13 лиц женского пола . Деревня была владельческой, владельцами были графиня Софья Петровна Панина и коллежская советница Наталья Амосовна Володимирова.
В 1866 году в деревне находилось уже 37 дворов и проживало 162 лиц мужского пола, а также 157 лиц женского пола, деревня была конечным пунктом Нугорского почтового тракта, начинавшегося в деревне Холх на территории нынешней Орловской области.
По данным на декабрь 1926 г. деревня относилась к  Низинскому сельсовету Голдаевской волости Болховского уезда и насчитывала 119 хозяйств, 118 из которых были крестьянскими, в деревне проживало  257 лиц мужского пола, а также 282 лица женского пола. В деревне находился пункт ликвидации безграмотности и 2 частных торговых заведения.
В конце 1920-х гг. деревня была центром Верхнешкавского (Верхне-шкавского) сельсовета, который Постановлением ВЦИК РСФСР от 17 июня 1929 г. был передан в состав Брянского округа Западной области. Деревня вошла в состав Хвастовичского района, который после ликвидации Западной области в 1937 г. вплоть до 1944 гг. находился в составе Орловской области, а с 1944 г. входит в состав Калужской области.